# Alxa
Alxa (en xinés: 阿拉善盟, pinyin: Ālāshàn Méng) és una ciutat de la província de Mongòlia Interior, República Popular Xina. La ciutat és envoltada pel desert de Gobi i jeu als peus de les muntanyes Alashan que la separen de Shizuishan; el 3,7% és coberta de bosc i els seus recursos hídrics provenen dels rius i llacs del desert. Limita al nord amb Wuhai, al sud amb Zhongwei; a l'oest amb Wuwei i a l'est amb Yinchuan. Té una àrea de 270.000 km² i una població de 230.000 habitants (2010).

## Administració
Des d'abril de 1980 Alxa és sota l'administració de Mongòlia Interior i es divideix en 3 banderes:
- Alxazuo (阿拉善左旗)
- Alxayou (阿拉善右旗)
- Ejina (额济纳旗)

## Clima
Alxa es troba a l'interior del continent asiàtic, lluny del mar, envoltada de desert i muntanyes a la frontera est, amb un clima continental típic. La sequera, el vent i l'arena són factors que indueixen a un estiu calent i un hivern fred, amb característiques de quatre estacions climàtiques de manera significativa, gran diferència de temperatura entre el dia i la nit. La temperatura mitjana al gener -9 ~ 14℃ arriba a extremes mínimes de -36,4℃; la temperatura mitjana al juliol 22 ~ 26,4℃ té topalls màxims de 41,7℃. Les gelades tenen un període de 130 a 165 dies. Al sud-est hi ha monsó, amb estacions de pluja que es concentren al juliol, agost i setembre. Precipitacions de més de 200 mm al sud-est a 40 mm al nord-oest. Les hores de sol anual van de 2.600 a 3.500. La velocitat del vent del nord-oest en mitjana és de 2,9 a 5 metres per segon.
| Paràmetres climàtics mitjans d'Alxa (1971－2000)                                       | Paràmetres climàtics mitjans d'Alxa (1971－2000) | Paràmetres climàtics mitjans d'Alxa (1971－2000) | Paràmetres climàtics mitjans d'Alxa (1971－2000) | Paràmetres climàtics mitjans d'Alxa (1971－2000) | Paràmetres climàtics mitjans d'Alxa (1971－2000) | Paràmetres climàtics mitjans d'Alxa (1971－2000) | Paràmetres climàtics mitjans d'Alxa (1971－2000) | Paràmetres climàtics mitjans d'Alxa (1971－2000) | Paràmetres climàtics mitjans d'Alxa (1971－2000) | Paràmetres climàtics mitjans d'Alxa (1971－2000) | Paràmetres climàtics mitjans d'Alxa (1971－2000) | Paràmetres climàtics mitjans d'Alxa (1971－2000) | Paràmetres climàtics mitjans d'Alxa (1971－2000) |
| Mes                                                                                    | Gener                                            | Febrer                                           | Març                                             | Abril                                            | Maig                                             | Juny                                             | Juliol                                           | Agost                                            | Setembre                                         | Octubre                                          | Novembre                                         | Desembre                                         | Anual                                            |
| -------------------------------------------------------------------------------------- | ------------------------------------------------ | ------------------------------------------------ | ------------------------------------------------ | ------------------------------------------------ | ------------------------------------------------ | ------------------------------------------------ | ------------------------------------------------ | ------------------------------------------------ | ------------------------------------------------ | ------------------------------------------------ | ------------------------------------------------ | ------------------------------------------------ | ------------------------------------------------ |
| Temp. màx. mitjana (°C)                                                                | −1.6                                             | 3.0                                              | 10.5                                             | 19.5                                             | 26.2                                             | 30.8                                             | 32.9                                             | 30.8                                             | 25.2                                             | 17.3                                             | 7.7                                              | 0.2                                              | 16.9                                             |
| Temp. mitjana (°C)                                                                     | −9.7                                             | −5.3                                             | 2.3                                              | 11.2                                             | 18.5                                             | 23.5                                             | 25.7                                             | 23.6                                             | 17.5                                             | 9.1                                              | −0.3                                             | −7.4                                             | 9.1                                              |
| Temp. mín. mitjana (°C)                                                                | −16.0                                            | −12.2                                            | −4.9                                             | 3.2                                              | 10.2                                             | 15.5                                             | 18.6                                             | 17.0                                             | 10.6                                             | 2.4                                              | −6.3                                             | −13.2                                            | 2.1                                              |
| Precipitació total (mm)                                                                | 0.6                                              | 0.9                                              | 2.3                                              | 3.7                                              | 9.6                                              | 14.0                                             | 27.4                                             | 29.8                                             | 11.9                                             | 4.4                                              | 1.2                                              | 0.3                                              | 106.1                                            |
| Dies de precipitacions (≥ 1 mm)                                                        | 0.6                                              | 0.8                                              | 1.5                                              | 1.3                                              | 2.8                                              | 5.1                                              | 8.4                                              | 6.4                                              | 4.0                                              | 2.2                                              | 0.8                                              | 0.6                                              | 34.5                                             |
| Hores de sol                                                                           | 242.2                                            | 231.6                                            | 272.4                                            | 292.9                                            | 327.9                                            | 316.1                                            | 311.5                                            | 300.2                                            | 279.1                                            | 271.3                                            | 240.3                                            | 232.3                                            | 3317.8                                           |
| Humitat relativa (%)                                                                   | 45                                               | 39                                               | 32                                               | 26                                               | 28                                               | 34                                               | 43                                               | 48                                               | 44                                               | 42                                               | 44                                               | 46                                               | 39.3                                             |
| Font: 中国气象局 国家气象信息中心 Arxivat 2013-10-16 a Wayback Machine. 2012年12月12日 |                                                  |                                                  |                                                  |                                                  |                                                  |                                                  |                                                  |                                                  |                                                  |                                                  |                                                  |                                                  |                                                  |